# Jan van Duinen
Jan van Duinen (Amsterdam, 12 januari 1890 – Neuengamme, 22 februari 1942) was een Nederlands pianist.

## Biografie
Van Duinen was een zoon van de Amsterdamse makelaar en operazanger Frits van Duinen en diens echtgenote Fenne Elisabeth Blaauw. Hij werd opgeleid als elektrotechnisch ingenieur. In 1924 trouwde hij met de zes jaar oudere Catharina Maria Johanna van der Kaaij. Na haar overlijden hertrouwde hij met Hermina de Leeuw (1887-1959).
Van Duinen was naast pianist ook organist en dirigent. Hij gaf bovendien piano- en orgelles. Ook componeerde hij enkele liederen en een Chinees-Japans ballet, dat bij de Lenin-herdenking in januari 1938 voor het eerst werd opgevoerd. In april 1940 was Van Duinen betrokken bij de oprichting van de Amsterdamsche Opera- en Operettevereeniging, waarvan hij de muzikale leiding kreeg.
Van Duinen was communist en lid van de CPN. Hij werd op 9 juni 1941, bij het in ontvangst nemen van zijn persoonsbewijs, door de bezetter gearresteerd en overgebracht naar Kamp Schoorl. Van daar werd hij op enig moment overgebracht naar Kamp Amersfoort. Op 19 november 1941 werd hij vanuit Amersfoort getransporteerd naar concentratiekamp Neuengamme. Daar overleed hij in februari 1942 aan vlektyfus. Hij ligt begraven op het Nederlands Ereveld Hamburg.